# Ernst Jean-Joseph
Ernst Jean-Joseph (1948. június 11. – 2020. augusztus 14.) haiti válogatott labdarúgó.

## Pályafutása

### Klubcsapatban
1974-ben a Violette AC csapatában játszott. 1978-ban az Észak-amerikai labdarúgó-bajnokságban (NASL) szereplő Chicago Sting játékosa volt, ahol 9 mérkőzésen lépett pályára. 

### A válogatottban
A haiti válogatott tagjaként részt vett az 1974-es világbajnokságon, ahol pályára lépett az Olaszország elleni csoportmérkőzésen.
Tagja volt az 1973-as CONCACAF-bajnokságon győztes csapat keretének is, ahol Honduras, Guatemala, és Mexikó ellen kezdőként kapott szerepet.

## Sikerei, díjai
Haiti
- CONCACAF-bajnokság győztes (1): 1973